# Le Portement de Croix (Bosch, Gand)
Pour les articles homonymes, voir Portement de croix (homonymie).
Le Portement de Croix est un tableau du début du XVIe siècle attribué à Jérôme Bosch et conservé au Musée des beaux-arts de Gand (MSK). Le même thème néotestamentaire a été illustré par Bosch dans Le Portement de Croix de Vienne, Le Portement de Croix de L'Escurial et au revers des volets latéraux du Triptyque de saint Antoine de Lisbonne.

## Description

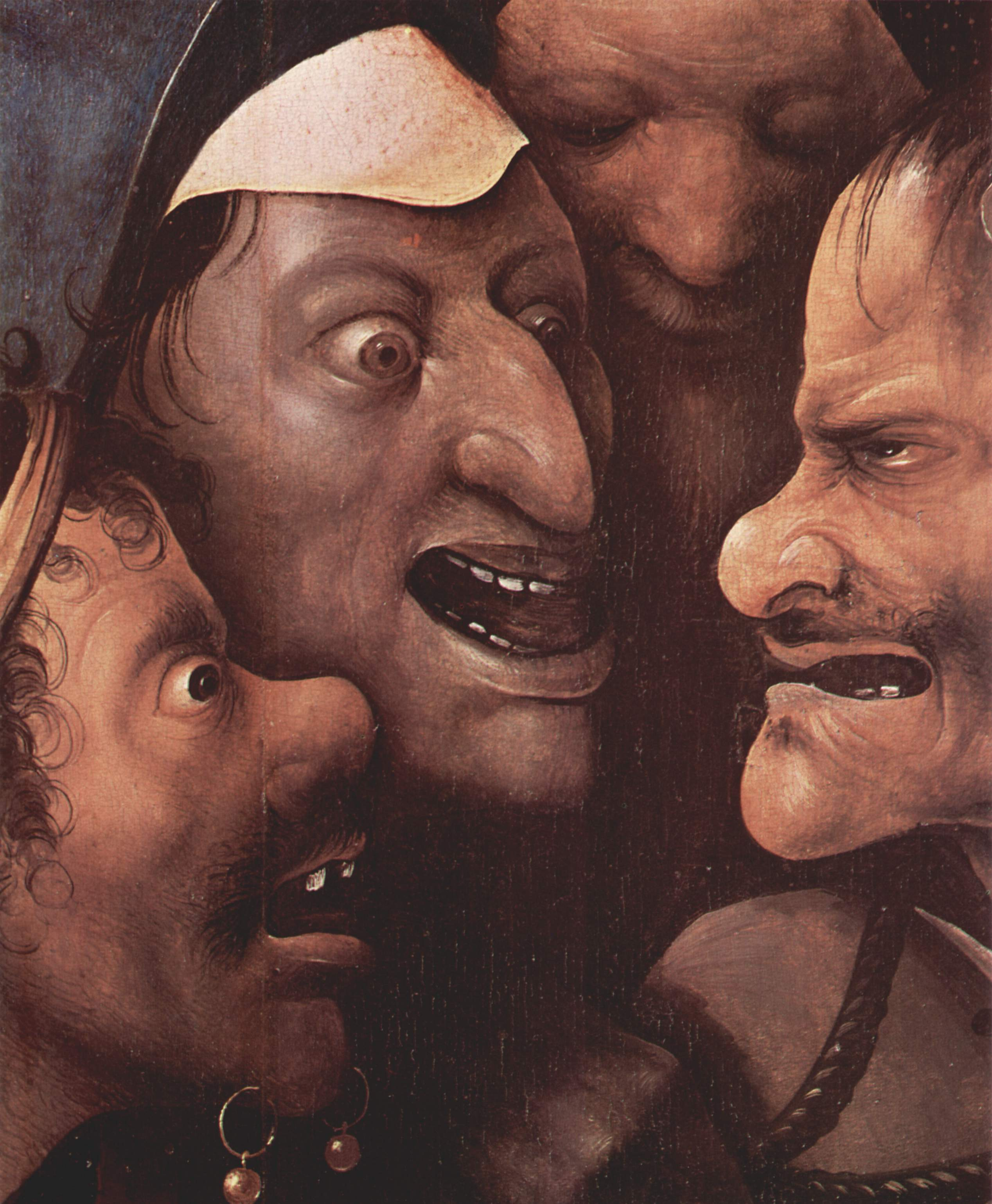
Détail du groupe du mauvais larron.

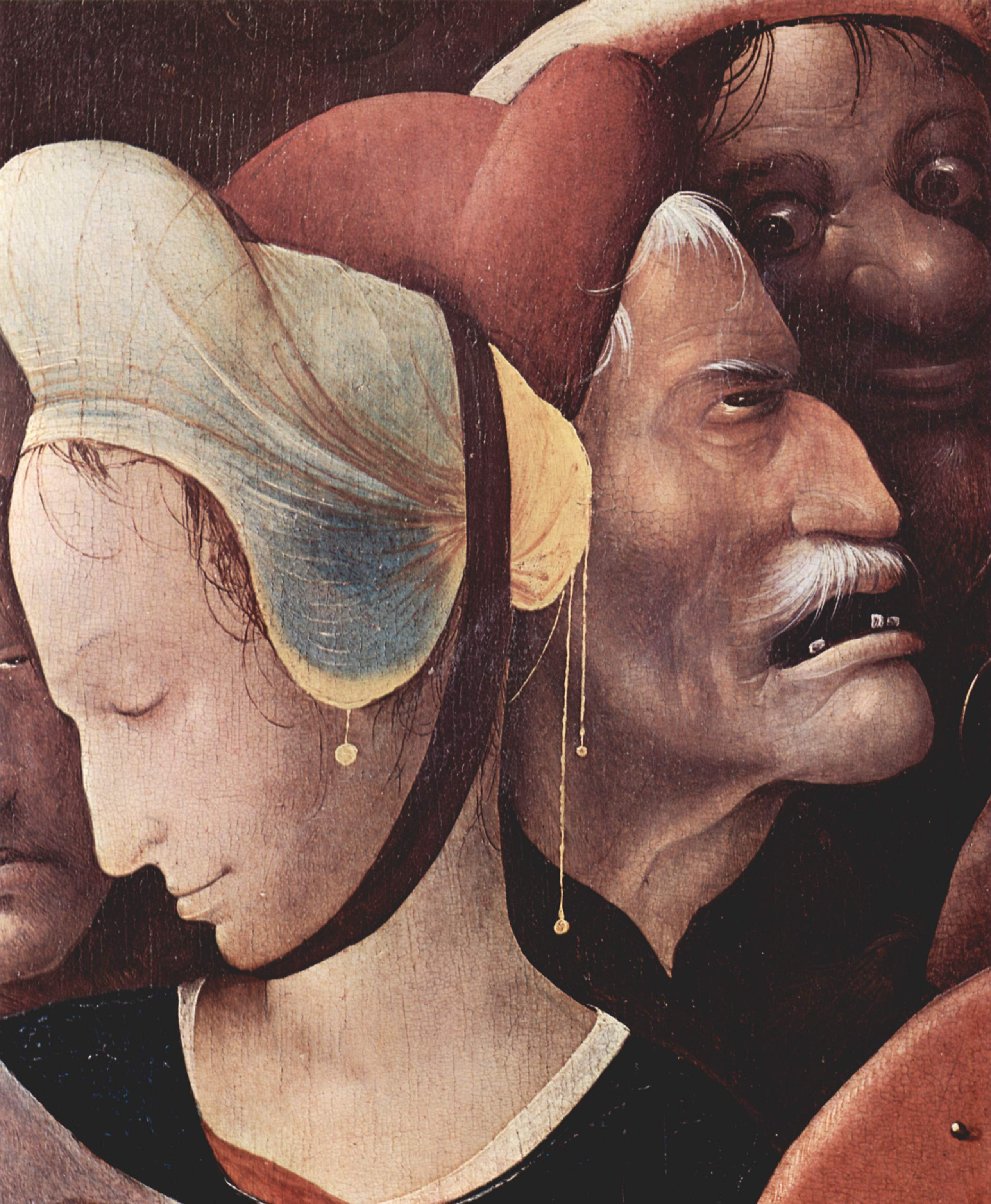
Détail montrant Véronique et deux badauds.

Peint à l'huile, le panneau est constitué de quatre planches assemblées verticalement. Il mesure 76,7 cm de haut sur 83,5 cm de large, pour 0,9 cm d'épaisseur.
Sur un fond sombre, 17 personnages représentés de buste entourent le Christ portant sa croix ou forment de petits groupes organisés par des jeux de regards. Leurs mains sont quelquefois visibles, mais le peintre s'est surtout appliqué à représenter leurs expressions faciales et leurs physionomies souvent caricaturales, qui occupent presque tout l'espace du tableau.
Outre le Christ couronné d'épines et nimbé d'une gloire dorée, on reconnaît sainte Véronique (en bas à gauche) tenant le voile sur lequel la Sainte Face de Jésus s'est miraculeusement imprimée, ainsi que les deux larrons (à droite). Le bon larron est celui dont les traits sont les moins difformes (en haut à droite) mais dont le teint livide trahit sans doute la crainte de la damnation. Il est en effet pris à partie par un moine édenté qui semble le menacer des flammes de l'Enfer. Bien plus hideux que son comparse, le mauvais larron se contente quant à lui de répondre par une grimace haineuse aux deux badauds non moins grotesques qui l'invectivent. Un emplâtre collé à son crâne renforce sa laideur. Entre le mauvais larron et ses agresseurs, au sommet de la composition pyramidale de groupe, un homme est coiffé d'un chapeau pointu qui présente un étrange dégradé de couleurs. D'autres personnages portent des coiffes plus ou moins fantaisistes et certains d'entre-eux arborent des bijoux corporels à l'oreille, au menton ou autour de la bouche.
Les traits fins, l'expression sereine ainsi que les yeux clos du Christ et de Véronique contrastent fortement avec l'exagération des passions lisibles sur les trognes monstrueuses et ridicules des autres personnages.

## Historique
Le cartel du MSK rejoint l'avis de la plupart des historiens de l'art, qui datent le tableau de la dernière phase de Bosch, vers 1510-1516. D'autres auteurs l'estiment plus ancien. Frédéric Elsig propose par exemple de le rattacher à un ensemble de commandes bruxelloises incluant les triptyques du Jugement dernier de Vienne et du Jardin des délices, qu'il date des années 1505-1510.
Au XIXe siècle, le panneau fait partie de la collection Nicholson de Londres avant de passer dans celle de M. Hemmé à Bruxelles. En 1902, il est acquis auprès de F. Kennis par la Société des Amis du Musée de Gand à l'initiative de l'historien de l'art Georges Hulin de Loo. La même année, il est présenté au public belge dans le cadre de l'Exposition des primitifs flamands à Bruges (no 285 du catalogue). Il a été restauré en 1956-1957 sous le contrôle d'une commission internationale d'experts.

## Attribution à Bosch
Lors de sa présentation au public en 1902, le tableau est salué par Hulin de Loo comme l'« une des œuvres les plus importantes du maître hors d'Espagne ». Son caractère autographe, également reconnu par Fourcaud, Tolnay, Combe, Linfert, Cinotti, Bosing, Larsen et Elsig, est cependant remis en cause par d'autres auteurs tels que Leonard J. Slatkes, qui le considère comme « une copie d'atelier ou une variante d'atelier » d'un original perdu, et Bernard Vermet, qui l'attribue à un suiveur des années 1520-1530.
Conservateur du musée de Gand au début du XXe siècle, Louis Maeterlinck a proposé d'insérer le Portement de Croix dans un corpus de scènes de la Passion avec de grandes figures à mi-corps comprenant notamment le Couronnement d'épines de L'Escurial, le triptyque de la Passion du musée de Valence (dont le panneau central est presque identique au tableau précédent) et le Christ devant Pilate de Princeton. Or, ces trois dernières peintures, que Maeterlinck comptait « parmi les œuvres de Bosch appartenant à sa dernière manière », sont aujourd'hui attribuées à des suiveurs anversois de Bosch ayant travaillé dans la veine de Quentin Metsys entre les années 1520 et 1540.

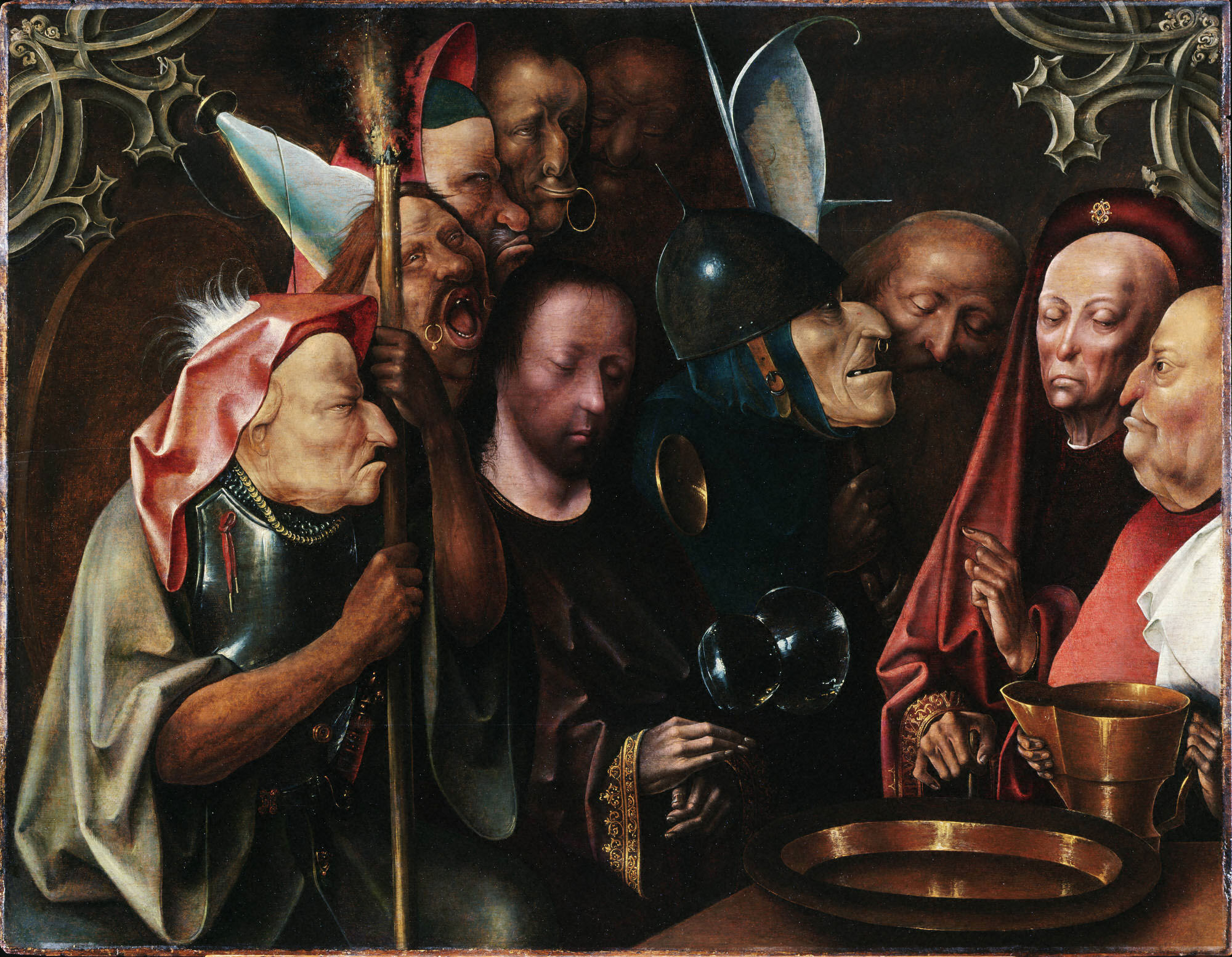
Suiveur de Bosch, Le Christ devant Pilate, vers 1520, Musée d'art de l'université de Princeton.
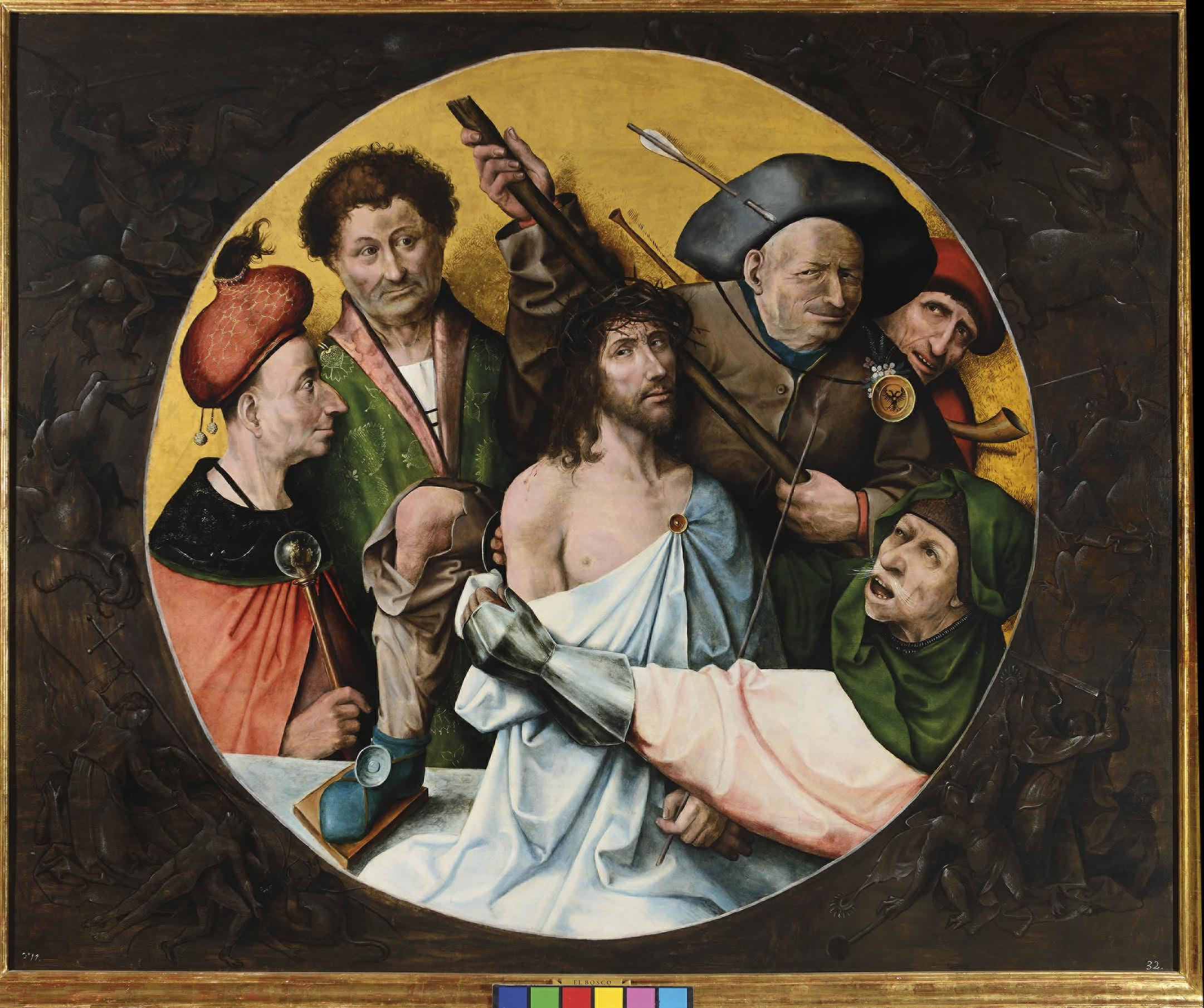
Suiveur de Bosch, Le Couronnement d'épines, vers 1530-1540, L'Escurial (Madrid).
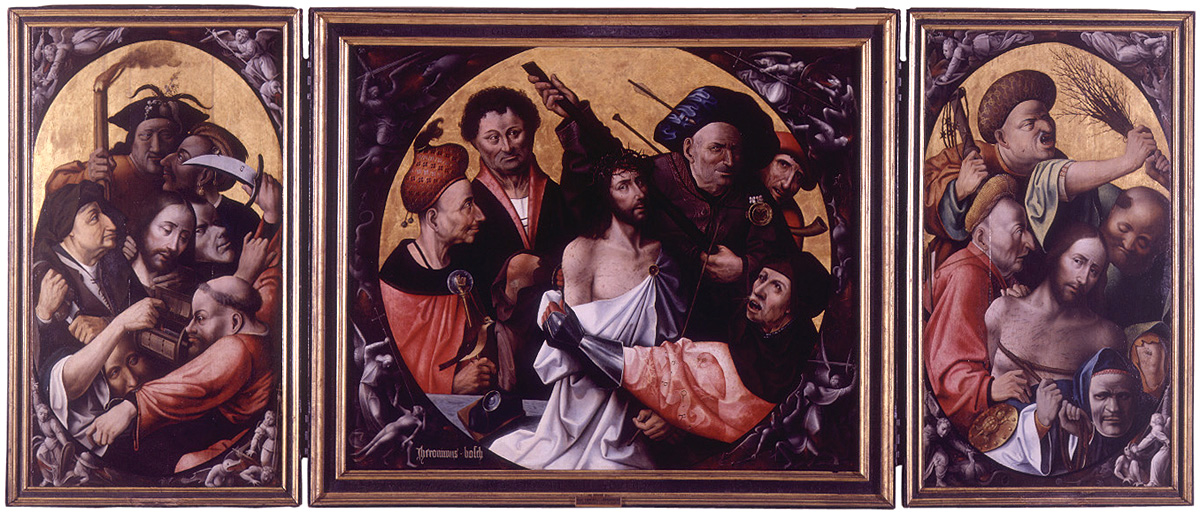
Suiveur de Bosch, Triptyque de la Passion, vers 1530-1540, Musée des beaux-arts de Valence (Espagne).

En octobre 2015, l'équipe du Bosch Research and Conservation Project (BRCP), dirigée par Jos Koldeweij, annonce que l’œuvre ne serait pas de Bosch mais « d’un peintre phénoménal au nom toujours inconnu qui l’aurait peinte en 1520 ».
En désaccord avec les conclusions du BRCP, le MSK a décidé de maintenir le nom de Bosch sur le cartel du tableau. Il est conforté dans ce choix par un groupe d'experts incluant notamment Maximiliaan Martens, de l'Université de Gand. Ce dernier justifie l'attribution à Bosch en soulignant les analogies du Portement de Croix de Gand avec le Couronnement d'épines de Londres, dont le caractère autographe ne fait pas débat.